# イレブンジズ
イレブンジズ（英語: Elevenses [ɪˈlɛv(ə)nzɪz] ）は、午前11時ごろに行われる喫茶、軽食習慣である。国によって名前や形態は異なる。

## 各国のバリエーション

### ヨーロッパ

#### イギリス
名前が示すように11:00に行う「イレブンジズ」は、一般的に、お茶やコーヒーと共にビスケットを食べる。代わりに何か軽いもの(菓子やサンドイッチなどの軽食)をつまんだりする事もある。

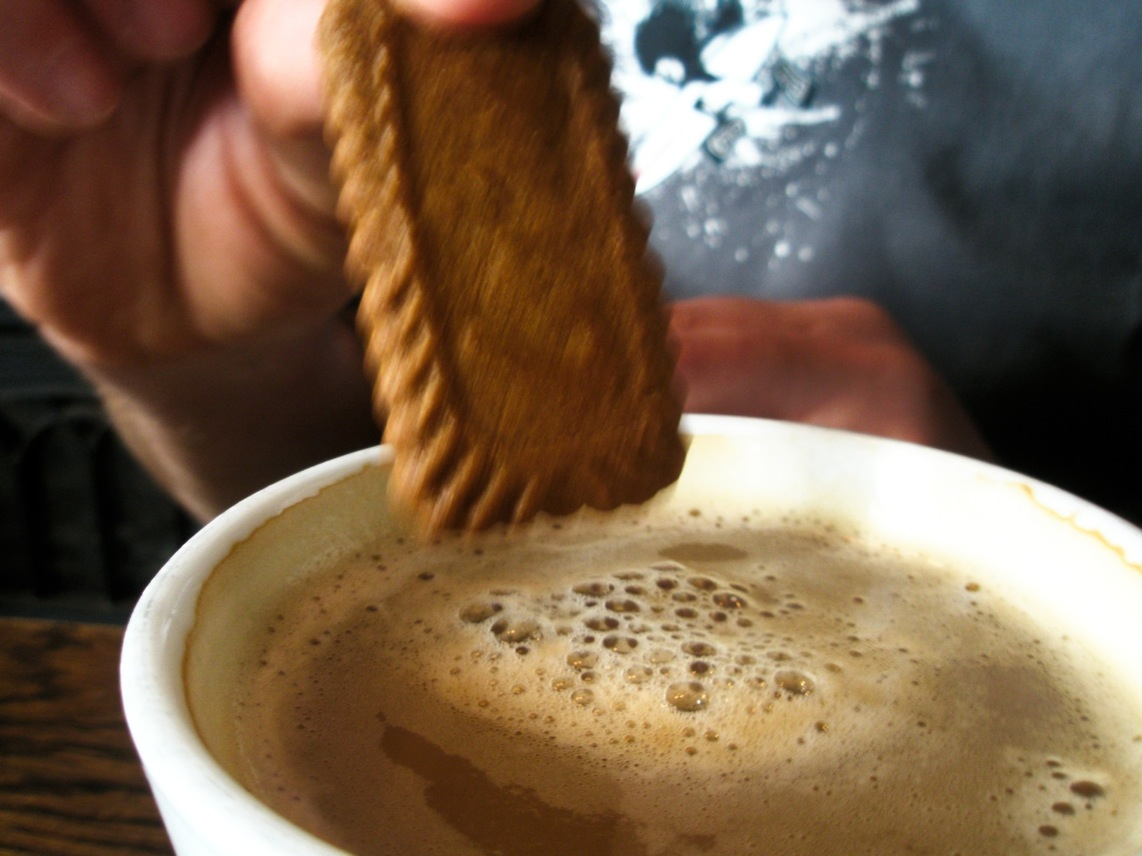
ビスケットをダンキング（ディップ）

紅茶を飲む場合、ほとんどの人がティーカップではなく、マグカップを使ってティーバッグの紅茶を飲んでいる。また紅茶にビスケットを浸して食べるダンキング  Dunking もよく行われる。
イングランドに紅茶がもたらされたのは、キャサリン・オブ・ブラガンザが嫁いだ1662年以降だとされているが、お茶の文化が根付いたのは、誰にとってもお茶が手頃な価格となった1800年代になってからだと考えられている。また「イレブンジズ」は、単語の変遷をみても、お茶が労働者階級にとってより手頃な価格になり、産業革命と共に広まり、広く行われるようになったと考えられる。労働の合間の朝食と昼食の間の休憩としての「イレブンジズ」という単語は、1823年に elevener が記録された後、1849年には elevens と fourses(fourzes) の両方が使用されるようになり、1887年に「イレブンジズelevenses」が登場する。
「イレブンジズ」は、テレグラフの2009年の記事で「私たちの伝統的な生活様式の重要な要素」と言われ、今日の英国文化に深く根付いている事がわかる。

#### アイルランド
アイルランドは一人当たりの紅茶の消費量がトルコに次いで二位の紅茶消費大国である。お茶の時間として、朝食から「イレブンジズ」「アフタヌーンティー」「ハイティー」などがあるが、朝昼晩、時間を決めずに一日中紅茶を飲む習慣がある。
お茶はポットにティーバッグで淹れられ、スコーン、ビスケット、サンドイッチなどを添えて、マグカップで飲む。「Black Tea (黒いお茶)」と呼ばれるほど、色と味が濃い紅茶にミルクをたっぷり注いで飲む。多くの人が茶葉を使って淹れるよりも、ティーバッグを使っているため、100個入りや200個入りなどのサイズのティーバッグも、一般家庭用に販売されている。
パブやガソリンスタンド、ファーストフード店など、どこに行っても必ず紅茶はあり、カジュアルに紅茶を楽しむ文化がある。

#### フランス
社交の場として生活に根付いているカフェのように、コーヒーは、仕事にも毎日の暮らしにも、欠かせないようである。コーヒーを飲みながら情報交換するなどコミュニケーションツールとしての役割もある。
フランスでは労働法によって休憩を取る事が決められていて、労働者の「Pause-café (コーヒーブレイク)」は、職場または会社の近くで行うリラックスするための短い休憩である。休憩時間は、仲間との貴重な情報交換が出来るおしゃべりの場でもある。

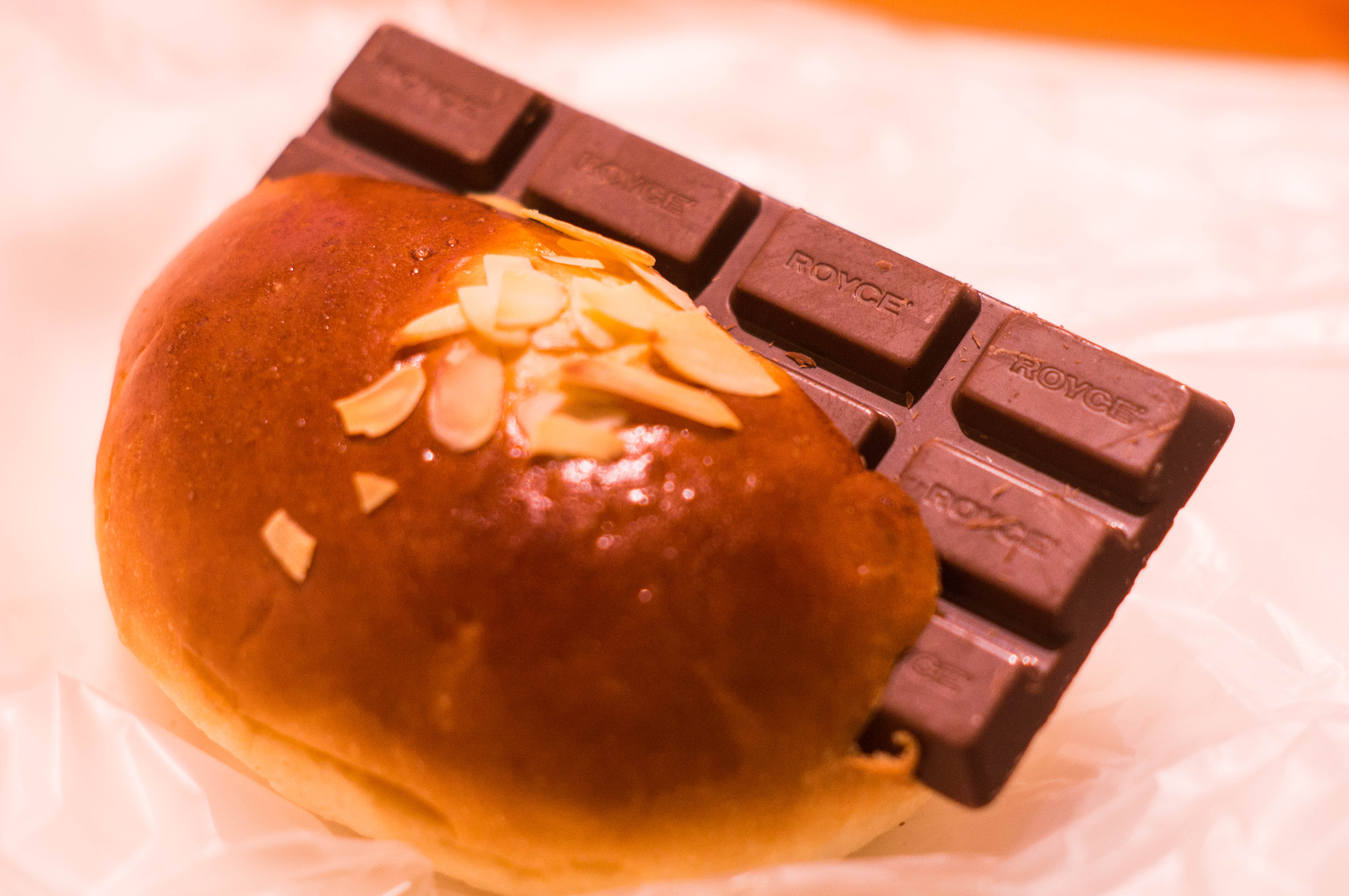
板チョコ入りのパン

午後4時は「ル・グテ le goûter」と呼ばれ、子供のおやつの時間である。幼児語では「カトルール quatre-heures」も使われている。学校が終わる時間が4時頃の為「quatre heures 4時＝おやつの時間＝おやつ」となった。家族全員が揃う夜8時過ぎに夕食という家が大半なので、昼食から夕食までの間隔が長く、夕食までのおやつとして、ケーキ、ビスケット、パンなどに、ミルクやジュースが添えられたものを子供に与える。バゲットに板チョコをはさんで与える家も多い。夕食に差し障らないように、おやつは毎日決められた時間に与えられる。また大人も間食として夕方に、りんごやチョコレート、シリアル・バーなどをかじっている人が多い。
ポテトチップスなどのスナック菓子は、お菓子としてではなく、アペリティフ(食前酒用のおつまみ )として食べられている。

#### ドイツ
ドイツの人々は朝が早く、学校の始業時間は朝8時頃からだったり、職場でも早朝から働いているため、朝食と昼食の間の午前中9時から10時くらいにかけてパンなど軽食を食べる。「Zweites Frühstück (2度目の朝食)」 とか「Zwischenmalzeit (おやつ、軽食)」と呼ばれ、南ドイツでは 「Vesper」、バイエルン語圏では 「Brotzeit」とも言う。南ドイツの職場では 「Mahlzeit(食事の時間に使われる挨拶)」とも言われている。「Pausenbrot (休み時間のパン)」は、休憩中に食べるために学校や仕事に持っていくものであり、ハムやサラミを挟んだサンドイッチやフルーツなどである。
シュヴァルツヴァルトでは、シュヴァルツヴェルダー・シュペック(黒い森のベーコン)、シュヴァルツヴルスト(燻製にした血のソーセージ)、ライ麦パンなどのボリュームのある料理が「Znüni」として午前中に食べられる。キルシュなどのフルーツブランデーも時々飲まれる。
北ドイツで「Fofftein」は、主に「morgendliche Brotzeit (朝のおやつ)」を表すが、食べずに休憩するだけの意味も含む。15分の朝食休憩を規定した旧労働時間規則により、低地ドイツ語の数字’15’から由来している。

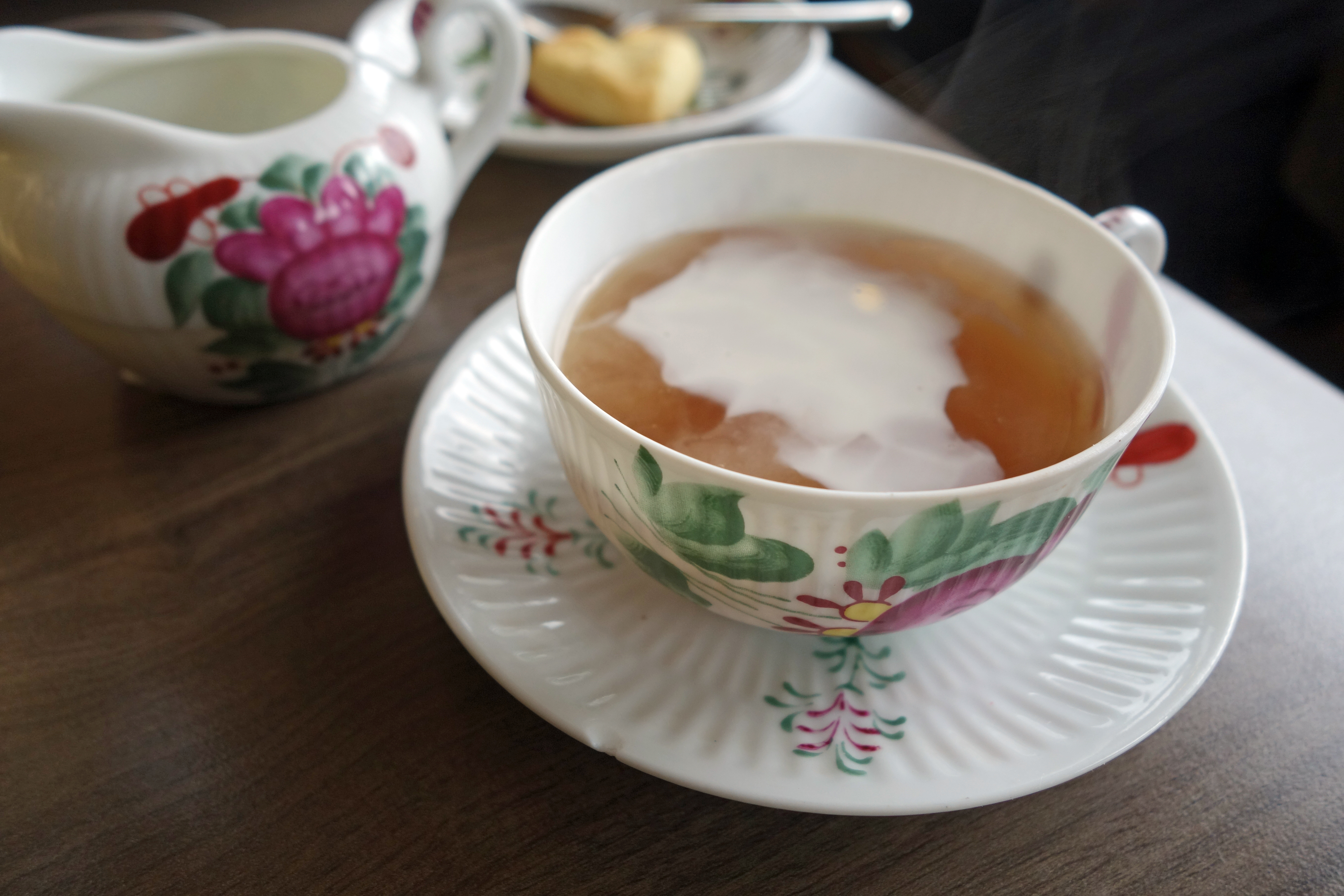
オストフリーゼンテー

ドイツでは日常的にはコーヒーが多く飲まれているが、ドイツ北部、オランダと国境を接した場所に位置する東フリースラント地方だけは例外である。人々はコーヒーも楽しんでいるが、お茶の消費量が圧倒的に多い。この地域の人々が飲む紅茶は「オストフリーゼンテー」というオリジナルブレンドの紅茶で、独特の飲み方がある。氷砂糖をカップに入れ、そこに熱いオストフリーゼンテーを注ぎ、カップの淵からそっとクリーム(または牛乳)をスプーン1杯ほど入れて飲むのだが、かき混ぜないで飲む事がポイントである。このお茶文化は、2016年12月、ドイツのユネスコ委員会がそれを無形文化遺産のドイツ国内での全国登録に含めた事により、ドイツでは無形文化遺産として認識されている。主なお茶の時間は午後3時頃のアフタヌーンティーであるが「Elfuhrje」という午前11時頃のお茶の時間もある。

#### オーストリア
オーストリアでは、朝・昼・夕の食事間にとる軽食やおやつは「ヤウゼ Jause (スロベニア語の’júžina 昼食’、’mala južina 軽食’からきている)」と呼ばれ、学校で午前中に行われる軽食休憩(バイエルンで「Brotzeit」と呼ばれるもの)、職場で行われるもの、午後のコーヒーブレイクなどがある。ほとんどの場合「Jause」は食事の合間に取る甘くないものであるが、午後のケーキなどの甘いバリエーションもある。
オーバーエスターライヒ州とニーダーエスターライヒ州西部では「Jause」は夕食と同義語として使用され、コールドミール(火を使わない食事)が供される。
オーストリア東部では午前中の「Jause」は代わりに「Gabelfrühstück」も使われている。
オーストリアの西部（チロル、一部ザルツブルク）では「午前中のおやつ」 は「Noerln（neiniという数字から’9’)」で、「午後のおやつ」は、チロルでは「マレンダ Marende(スペイン語の merienda を参照)」、ザルツブルクのピンツガウでは「Unternessen ‘食事の間’の方言」と呼ばれている。

#### スイス
スイスのドイツ語圏で「Znüni」は、午前9時頃から昼食までの午前中に食べられる軽食やおやつを指す。標準ドイツ語で「zu neun (neun=9)」の短縮形であり、文字通り「9時」を意味するものである。直訳は「9時のおやつ」だが、「午前中のおやつ」として使用されている。ちなみに「Zvieri」は「午後(4時)のおやつ」である。
「Znüni」はスイス全土の習慣であり、学校、企業、家庭で行われている。一部の企業は、生産性が向上すると思われるため、従業員に午前中の休憩を取り、同僚との会話やコーヒーを楽しむように勧めている。 
「Znüni」は手軽に出来る休憩であり、ホットコーヒー、紅茶、ジュースなどの飲み物と共にフルーツ、ロールパン、ギッフェリなどを食べる。
スイス軍の軽食は「Zwipf」と呼ばれている。

#### ベルギー
ベルギーのオランダ語圏では「tienuurtje（tien uur ‘10時’+ tje ’指小辞’）10時のおやつ」と呼ばれるものがある。一般的には、クッキーかフルーツで、さらにフルーツジュースやチョコレートミルクを飲む場合もある。ほとんどの親は、午前中の学校の休み時間の食事として 子供たちに持たせている。職場ではコーヒーブレイクとしての「tienuurtje」が取られる。
午後の軽食は「vieruurtje（vier uur ‘4時’+ tje）4時のおやつ」と呼ばれている。

#### オランダ
オランダでは「コフィテイト koffietijd (コーヒータイム)」があり、10時と11時の間（昼食前）および/または午後7時と8時の間（夕食後）に、コーヒーとケーキまたはビスケットを供する。

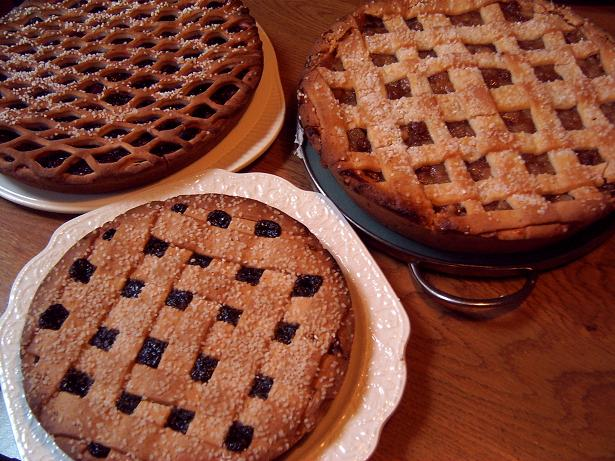
リンブルフスフラーイ

地域によって若干の違いがある。オランダ北部では、プロテスタントの精神とこの地域の教育法から伝統的に質素であると考えられ、コーヒーや紅茶にビスケット1枚を添えて供されることが多い。南部ではローマカトリック教徒のため、この習慣を持たなく、リンブルフでは、フラーイ vlaai(フィリング入りの甘いパイまたはペイストリー)を8等分して供する。
西フリースラントでは「konkeltoid(コーヒーブレイク)」と呼ばれる休憩があり「konkelstik(コーヒーとサンドイッチ)」をとる。

#### ハンガリー
ハンガリー語の「イレブンジズ」は「tízórai」と呼ばれ「10時(の食事)」を意味する、朝食と昼食の間の軽食であリ、この時の食事を取ることを 「tízoraizni」という 。学校での早めの昼休みは tízórai 休憩 と呼ばれている。
「イレブンジズ」という言葉から「tízórai」はハンガリー系アメリカ人やハンガリー系イギリス人には「テンジーズTenzeez」と呼ばれている。

#### ポーランド
ポーランドでは「ドゥルギ・シニダニエ Drugie śniadanie (２回目の朝食)」を11時頃に行う。昼食の時間が遅いので、バナナやリンゴ、小さめのサンドイッチなど、軽めに食べて昼食に備える。
ポーランド人は、ドイツのZweites Frühstück のように、ソーセージなどの重い肉の塊ではなく、アメリカの「コーヒーブレイク」のように、温かい飲み物にデザートのようなペストリーやお菓子を添えるといった軽いものを好む。

#### スペイン
スペインでは、昼食が午後2時〜3時と遅く、朝食から時間があるので、10時半から11時頃に軽食を取る。
ペストリーやボカディージョ（スペイン版バゲットサンド）などの軽食と組み合わせた温かい飲み物から、さらに、スクランブルエッグ、とかスペイン風オムレツ(ピンチョスとも呼ばれている)を取るなど、さまざまである。バルやカフェで軽食と共にビールやワインを飲んで職場に戻る人もいる。幼稚園や学校に通う子どもたちも、必ずこの午前の軽食を持って登校する。
この軽食は地方によって呼び方は変わり、バレンシアでは「アルムエルソ almuerzo 」で、他の地域では「オンセ  Once」「メリエンダ・メディア・マニャーナ  Merienda media Mañana」などと呼ばれている。
バスク地方では「hamarretako 10時(の軽食)」または「hamaiketako 11時(の軽食)」と呼ばれている軽食を午前中にとることが一般的である。卵やベーコン、パンに乗せた塩漬け肉などの高タンパクなものである。

#### イタリア
イタリアの10〜11時頃のコーヒーブレイクは、「スプンティーノ Spuntino」と呼ばれ、チョコやビスケット、ミックスナッツ、パニーニなどの軽食とコーヒーを取る。

#### スウェーデン

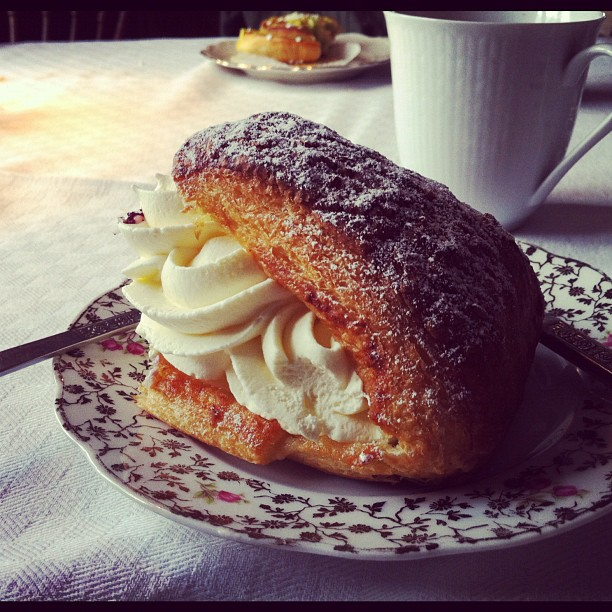
フィーカ

スウェーデンで伝統的に行われている「フィーカ Fika」には、スウェーデン語で「お茶をする」といった意味があるが、「フィーカ」の意味は幅広く、スウェーデン人の生活に根付いている。
学校や職場などで午前10時～と午後3時～の時間帯に15分から30分くらいの休憩がそれぞれ行われる。午前11時頃に行われるコーヒーブレイクは「elvakaffe（elva ‘11’+ kaffe ’コーヒー‘)」と呼ばれる。コーヒーと焼き菓子を片手に同僚や上司と一緒に雑談交じりにコミュニケーションをとる職場での休憩や、家族とのお茶の時間、ひとりでリラックスしたお茶の時間を過ごすことも「フィーカ」と呼ばれる。

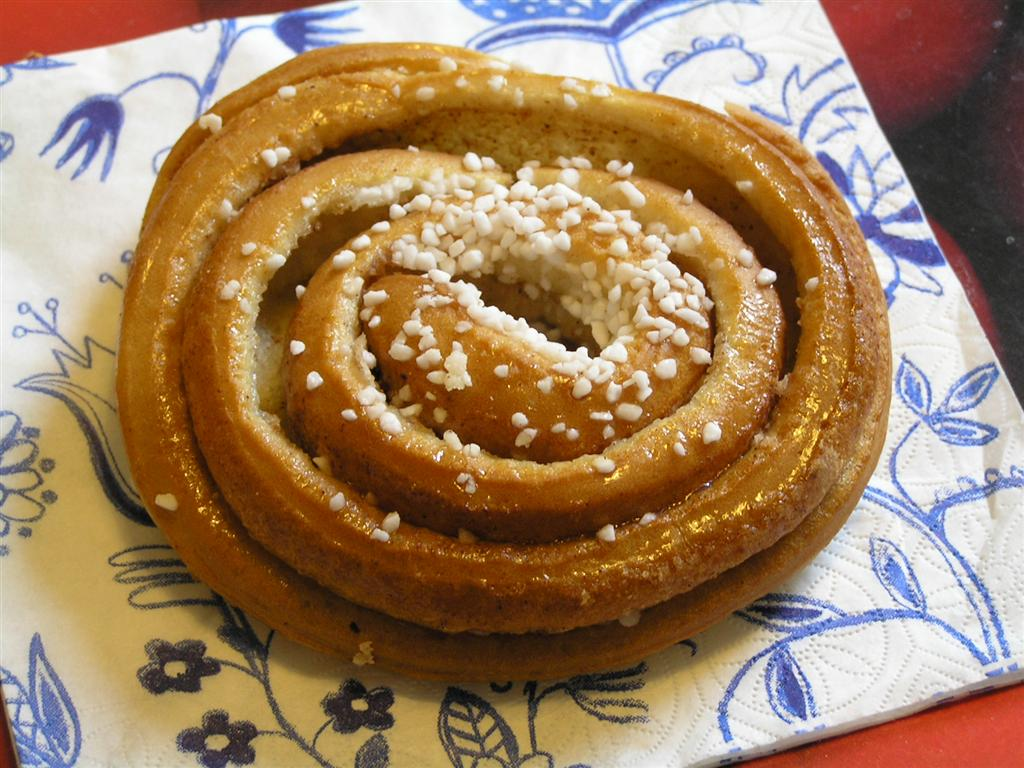
カネールブッレ

コーヒーや紅茶、ハーブティーなどさまざまなものが飲まれる。一緒に食べられるものはパン菓子が多く、カネールブッレ kanelbulleと呼ばれるシナモンロールや、カネールレングド Kanellängd(レングド längd は‘長さ’)と呼ばれるシナモンロールをロールしないで長いパンのように焼いたものがある。レングドは、各自、好きなサイズに切って食べられるように、ナイフも一緒にテーブルの上に置いたり、あらかじめ人数分に切り分けて、テーブルの中央に置いておいたりする。

#### フィンランド
フィンランドには１日に数回の「カハヴィタウコ  Kahvitauko (Kahvi ’コーヒー’+Tauko ’休憩’)」という労働法で定められているコーヒーブレイクがある。1回15～20分でコーヒーと一緒に軽食を取ることもある。

#### デンマーク
デンマークでは、家庭や職場や知人友人などと、コーヒーと共に「ヒュッゲ Hygge」な時間を過ごす。午前中であればデニッシュペーストリー、午後にはケーキ類をコーヒーと共に楽しむ。

#### ノルウェー
ノルウェーでは、仕事・家事の合間などのコーヒーブレイクを「コーシェリ  koselig」という。ワッフルなどと一緒にコーヒーを飲みくつろぐ。

### アジア・オセアニア

#### インド
インドでは、午前に１回、午後に１回の「チャイブレイク  Chai break」がある

#### オーストラリアとニュージーランド

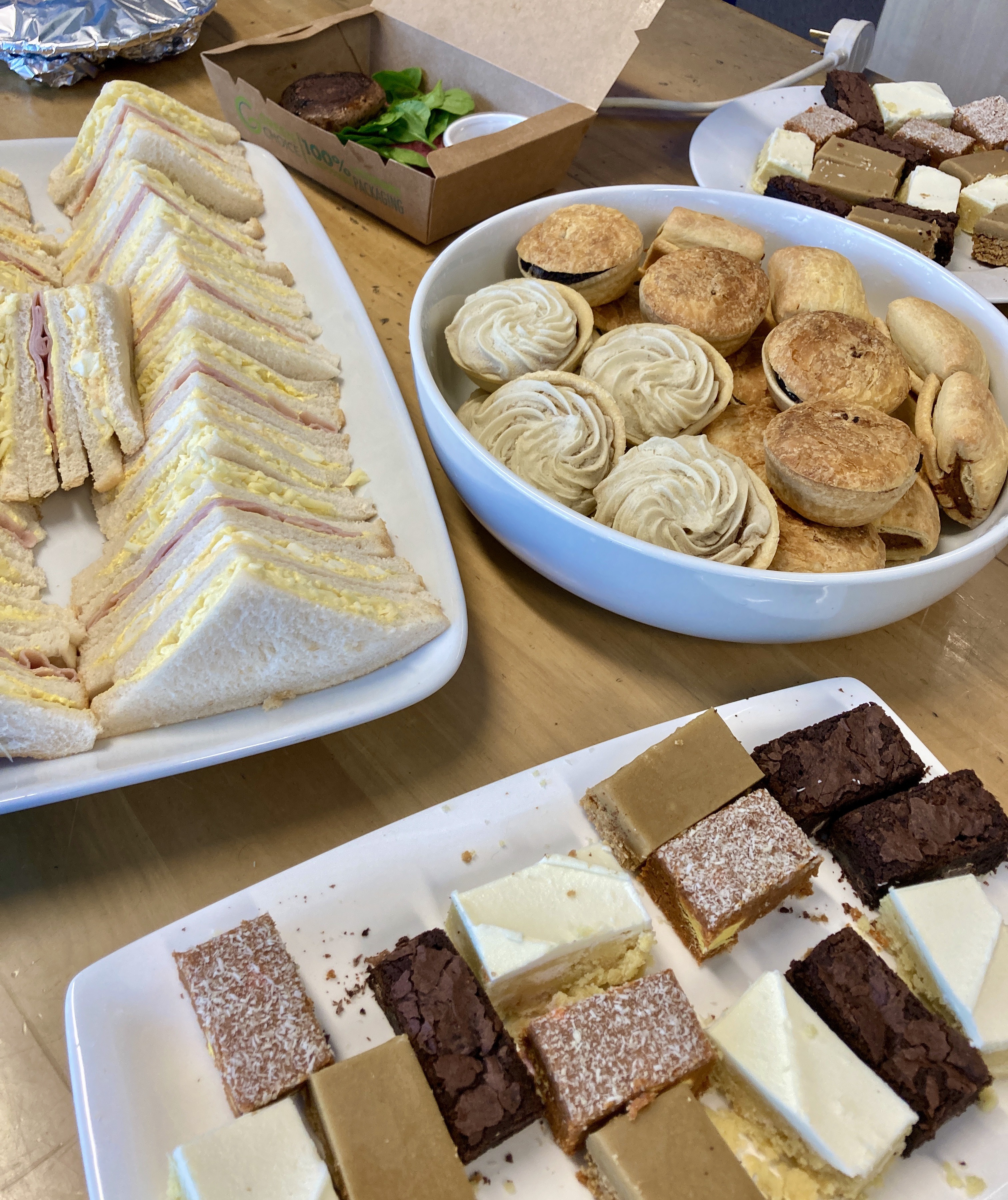
モーニングティーの軽食

オーストラリアとニュージーランドでは「イレブンジズ」は「モーニングティー」と呼ばれ、午前10時30分頃に行う。多くの職場では、スタッフが新入社員を迎えたり、誕生日などの特別な機会や、単に定期的なイベントとして「モーニングティー」を行う。食べ物は職場で提供されることもあるが、多くの場合、従業員が食べ物を持ち寄っている。「モーニングティー」は、ケーキやペーストリー、ラミントンやビスケットをつまんだり、コーヒーだけ、など様々である。
オーストラリア海軍などでは「Morno's (モーニングティーの略)」として一般的に知られている。小学校の午前中の休み時間の軽食は「リトルランチ」や「プレイランチ」と呼ばれている。また、仕事や軍の任務中に行われる午前中の短い休憩は「スモコ Smoko」と呼ばれている。文字通りタバコ休憩からきたものだが、現在ではタバコを吸う吸わないにかかわらず、お茶やコーヒーを飲むための休憩としても使われている。

### 北アメリカ・南アメリカ

#### アメリカ
19世紀の初めの数十年間「イレブンジズ」はウイスキーを飲むものであった。現代では、労働者が午前10 時頃に「コーヒーブレイク」と呼ばれる休憩を取る。多くは休憩室で、たまに軽食をとることもある。
学校に通う子どもたちは「スナックタイム(モーニングスナック)」と呼ばれる、ちょっとした、おやつ休憩をとることが一般的である。これは、午前9時から午前11時の昼食前の午前中に行われる。

#### チリ
多くのスペイン語圏では「イレブンジズ」はスペイン語で’11’という意味である「las once」または「la once」と言われている。しかしチリでは、たまに夕食代わりにもなる午後に行われるものになった。2010〜2011年の全国食品消費調査では、チリ人の約80％が「once」をするが、夕食代わりに「once」をするのは30％だけだと報告されている。ここでいう夕食とは、野菜、肉、魚などを食べるきちんとした食事をのこと。「once」はイギリスのハイティーよりは軽いものである。
語源はいくつかの説があり定まっていないのだが、司祭(一説では、労働者または女性)が日中に飲酒していた事実を隠すため、11文字の アグアルディエンテ Aguardienteを参照して、tomar las once (スペイン語で drink the eleven ‘11の飲酒’)というフレーズを使用したことからきたという説は多くの人に支持されている。

#### コロンビア
コロンビアでは「onces」という名前の軽食が一般的である。普通は午後5時頃にアレパやパンやクラッカーと共にホットチョコレートやコーヒーやお茶を飲むというものである。
午前9時から午前11時頃に行う朝の軽食は 「medias nueves」と呼ばれている。

## ポップカルチャーにおけるイレブンジズ
くまのプーさんは「イレブンジズ」に蜂蜜とコンデンスミルクを塗ったパンを好んだ。
パディントンベアは、友人のグルーバー氏が経営するポートベロ通りのアンティークショップで、パディントンが購入したパンと、グルーバー氏が用意したココア(ホットチョコレート)で「イレブンジズ」を頻繁に行っていた。
指輪物語のJ・R・R・トールキンによる中つ国の物語で、ホビット族のビルボの111歳の誕生日のパーティーは「イレブンジズ」の行われる時間から花火の始まる6時30分まで継続的に食事が提供されたという点で、とりわけ豪勢であったことが読み取れる。また、食事を愛するホビット族の、1日に6回(ピーター・ジャクソンの映画では7回)の食事の中に「イレブンジズ」が入っている。